# Накла
Накла (бенг. নকলা, англ. Nakla) — город на севере Бангладеш, административный центр одноимённого подокруга. Площадь города равна 4,6 км². По данным переписи 2001 года, в городе проживало 7332 человека, из которых мужчины составляли 53,57 %, женщины — соответственно 46,43 %. Плотность населения равнялась 1593 чел. на 1 км². Уровень грамотности населения составлял 47,3 % (при среднем по Бангладеш показателе 43,1 %). 